# ليا لو غاريك
ليا ألييت جانين لو غاريك (ولدت في 9 يوليو 1993) هي لاعبة كرة قدم فرنسية محترفة تلعب في مركز الوسط لصالح نادي القادسية ومنتخب فرنسا للسيدات.

## المسيرة المهنية
انضمت إلى باريس سان جيرمان لموسم 2010–11.
في 8 أغسطس 2019، أُعلن عن انضمام لو غاريك إلى برايتون بعقد لمدة عام واحد. ظهرت لأول مرة في الدوري ضد بريستول سيتي في 7 سبتمبر 2019. سجلت لو غاريك هدفها الأول في الدوري، بتسديدة من مسافة 25 ياردة، ضد برمنغهام سيتي في 17 نوفمبر 2019، وسجلت في الدقيقة 44. في نهاية الموسم، رفضت عرضًا جديدًا وغادرت النادي.
في 2 يوليو 2020، أُعلن عن انضمام لو غاريك إلى فلوري.
خلال فترة وجودها في فلوري، كانت لو غاريك جزءًا من فريق العام في الدوري الفرنسي للسيدات لموسم 2022-23.
في 10 سبتمبر 2024، وقعت لو غاريك لصالح نادي الدوري السعودي الممتاز للسيدات، القادسية.

## المسيرة الدولية
لو غاريك هي لاعبة دولية سابقة في منتخبات الشباب الفرنسية وكانت جزءًا من فريق تحت 19 سنة الذي فاز بـبطولة أوروبا للسيدات تحت 19 سنة 2010. سجلت لو غاريك هدفين في البطولة.
لعبت لو غاريك أول مباراة دولية لها ضد تشيلي في 15 سبتمبر 2017.
استُدعيت لو غاريك مرة أخرى إلى تشكيلة فرنسا في مارس 2023 للمباريات الودية ضد كولومبيا وكندا في أبريل. في 11 أبريل 2023، سجلت هدفها الدولي الأول ضد كندا، مسجلة في الدقيقة 64.
كانت لو غاريك جزءًا من قائمة فرنسا الأولية المكونة من 26 لاعبة والتي أُعلنت لـكأس العالم للسيدات 2023 في 6 يونيو 2023. كانت جزءًا من القائمة النهائية المكونة من 23 لاعبة والتي أُعلنت في 4 يوليو 2023. خلال البطولة، سجلت هدفها الدولي الثاني ضد بنما في 2 أغسطس 2023، مسجلة في الدقيقة 45+5.
كانت لو غاريك ضمن تشكيلة فرنسا في الألعاب الأولمبية الصيفية 2024 كلاعبة بديلة.

## مسيرة استشارية
تعمل لو غاريك كمستشارة لكنال+.

## الإحصائيات المهنية

### دولية
| المنتخب الوطني | السنة   | المشاركات | الأهداف |
| -------------- | ------- | --------- | ------- |
| فرنسا          | 2017    | 4         | 0       |
| فرنسا          | 2023    | 8         | 2       |
| فرنسا          | 2024    | 3         | 0       |
| المجموع        | المجموع | 15        | 2       |

تُدرج النتائج والأهداف مع احتساب أهداف فرنسا أولًا، وتشير خانة النتيجة إلى النتيجة بعد كل هدف تسجله ليا لو غاريك.
| رقم | التاريخ       | الملعب                                        | الخصم | النتيجة | النتيجة النهائية | المنافسة                           |
| --- | ------------- | --------------------------------------------- | ----- | ------- | ---------------- | ---------------------------------- |
| 1   | 11 أبريل 2023 | ملعب إم إم أرينا، لو مان، فرنسا               | كندا  | 2–0     | 2–1              | مباراة ودية                        |
| 2   | 2 أغسطس 2023  | ملعب سيدني لكرة القدم (2022)، سيدني، أستراليا | بنما  | 4–1     | 6–3              | كأس العالم لكرة القدم للسيدات 2023 |

## الإنجازات
فرنسا
- دوري الأمم الأوروبية للسيدات وصيف: 2023–24[23]

فردية
- فريق العام في الدوري الفرنسي للسيدات: 2022–23
- جوائز الاتحاد الفرنسي لكرة القدم فريق الموسم للدوري الفرنسي للسيدات: 2022–23[24]

## روابط خارجية
- ليا لو غاريك  على سكروي